# Ormocarpum pubescens
Ormocarpum pubescens là một loài thực vật có hoa trong họ Đậu. Loài này được (Hochst.) Cufod. miêu tả khoa học đầu tiên.